# Kuno von Pentz
Kuno Otto Heino Friedrich Wilhelm von Pentz, auch Cuno von Pentz, (* 18. September 1857 in Neustrelitz; † 3. September 1936 in Potsdam) war ein deutscher Architekt und preußischer Baubeamter.

## Leben
Kuno von Pentz entstammte dem alten mecklenburgischen Adelsgeschlecht von Pentz. Er war der zweite Sohn von Oberst Karl Wilhelm August von Pentz (1817–1897) und dessen Ehefrau Anna, geb. von Oertzen (* 1833) aus dem Hause Ankershagen. Von 1878 bis 1883 studierte er Architektur an der Technischen Hochschule Hannover, wo er Schüler von Conrad Wilhelm Hase war. Seit 1882 war er Mitglied der Bauhütte zum weißen Blatt in Hannover. 1883 trat er als Regierungsbauführer (Referendar) in den Dienst der preußischen Bauverwaltung. 1887 wurde er Regierungsbaumeister (Assessor). Er war zunächst in Freienwalde an der Oder tätig und wurde hier 1898 Kreisbauinspektor. Von 1902 bis 1911 war er Landbauinspektor bei der Provinzialverwaltung der Provinz Schleswig-Holstein in Schleswig. 1907 wurde er zum Regierungs- und Baurat ernannt. Von 1911 bis zu seiner Pensionierung 1922 war er als Regierungs- und Baurat bei der Regierung in Potsdam tätig.
Kuno von Pentz heiratete am 25. September 1890 in Freienwalde Anna, geb. von Zychlinska (* 26. Juli 1867 in Kölpin; † 8. Mai 1945 in Plau am See). Das Ehepaar hatte zwei Töchter:
- Annemarie (1892–1960)
- Hertha (1893–1977)

## Werk

### Bauten

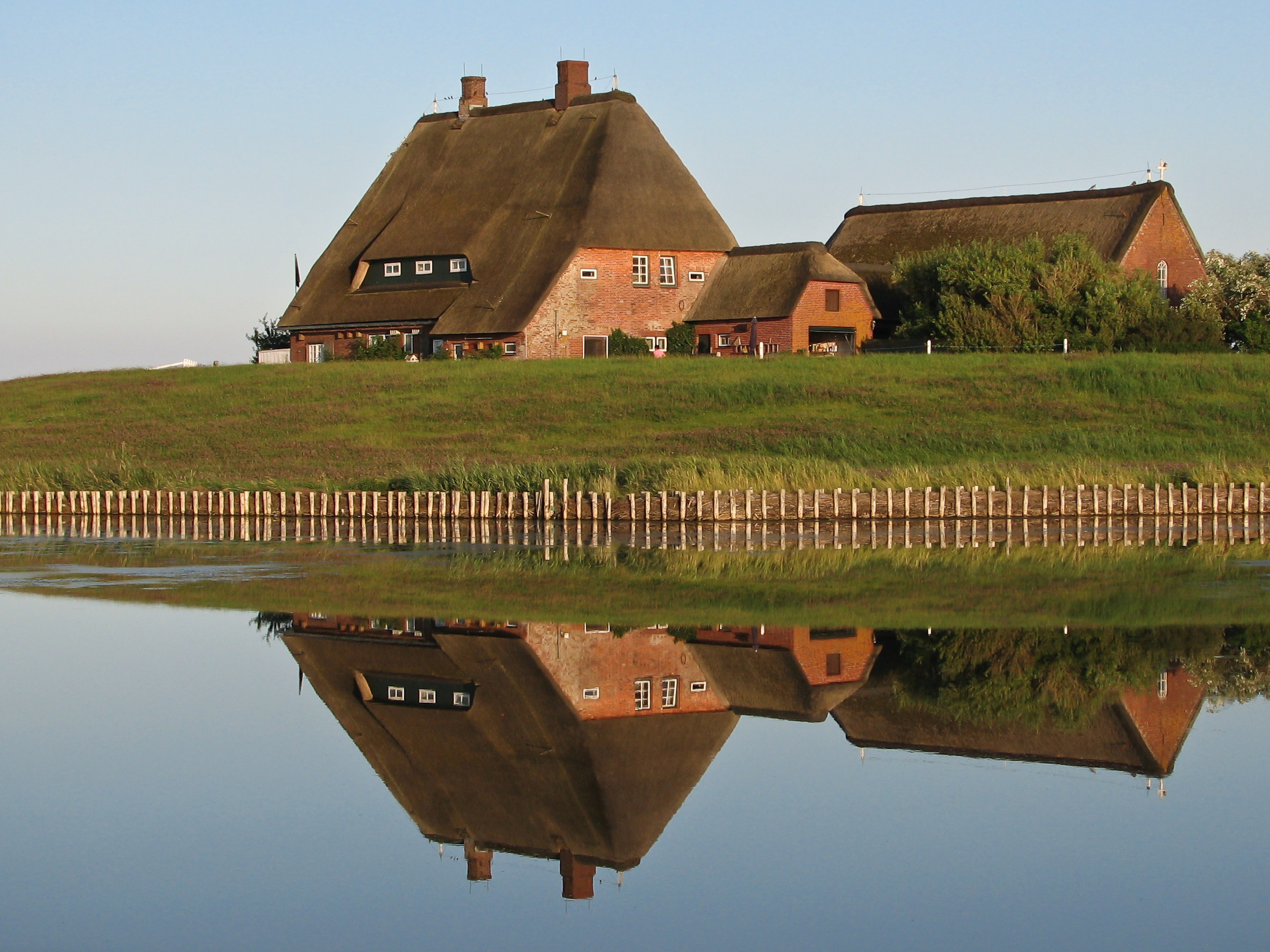
Kirchwarft auf Hooge

- 1905–1908: Polizeidienstgebäude in Kiel (nicht erhalten)
- 1907–1908: Pastorat auf der Hallig Hooge (erhalten)[2]
- 1908–1909: Dienstwohngebäude für den landrätlichen Hilfsbeamten und für den Gendarmen auf Helgoland (nicht erhalten)
- 1910–1911: Kirche Zum guten Hirten in Kiel-Pries

Kuno von Pentz entwickelte sich nach dem von ihm konzipierten Umbau der Forstsamendarre in Eberswalde zum Spezialisten für den Bau und die Ausstattung dieser Einrichtungen und war am Bau oder Umbau von 10 Samendarren beteiligt. Auf ihn geht das Konzept der Sicherheitsdarre oder Sicherheitsklenge zurück. Dabei arbeitete er mit dem Unternehmen Möller & Pfeifer, Ofen- und Trocknerbau in Berlin zusammen. In den Jahren 1923 und 1927 erhielten von Pentz und Möller & Pfeifer Patente für ihr Verfahren und Vorrichtung zum Klengen von Waldsamen. Zu den von ihm projektierten Samendarren gehören:
- 1896–1900: Umbau der Forstsamendarre in Eberswalde
- 1897–1903: Neubau der heutigen Landesdarre Sachsen-Anhalt in Annaburg
- ab 1900: Samendarre in Rudczanny (Ruciane-Nida), Kreis Gumbinnen, Ostpreußen
- 1922–1923: Forstsamendarre Jatznick

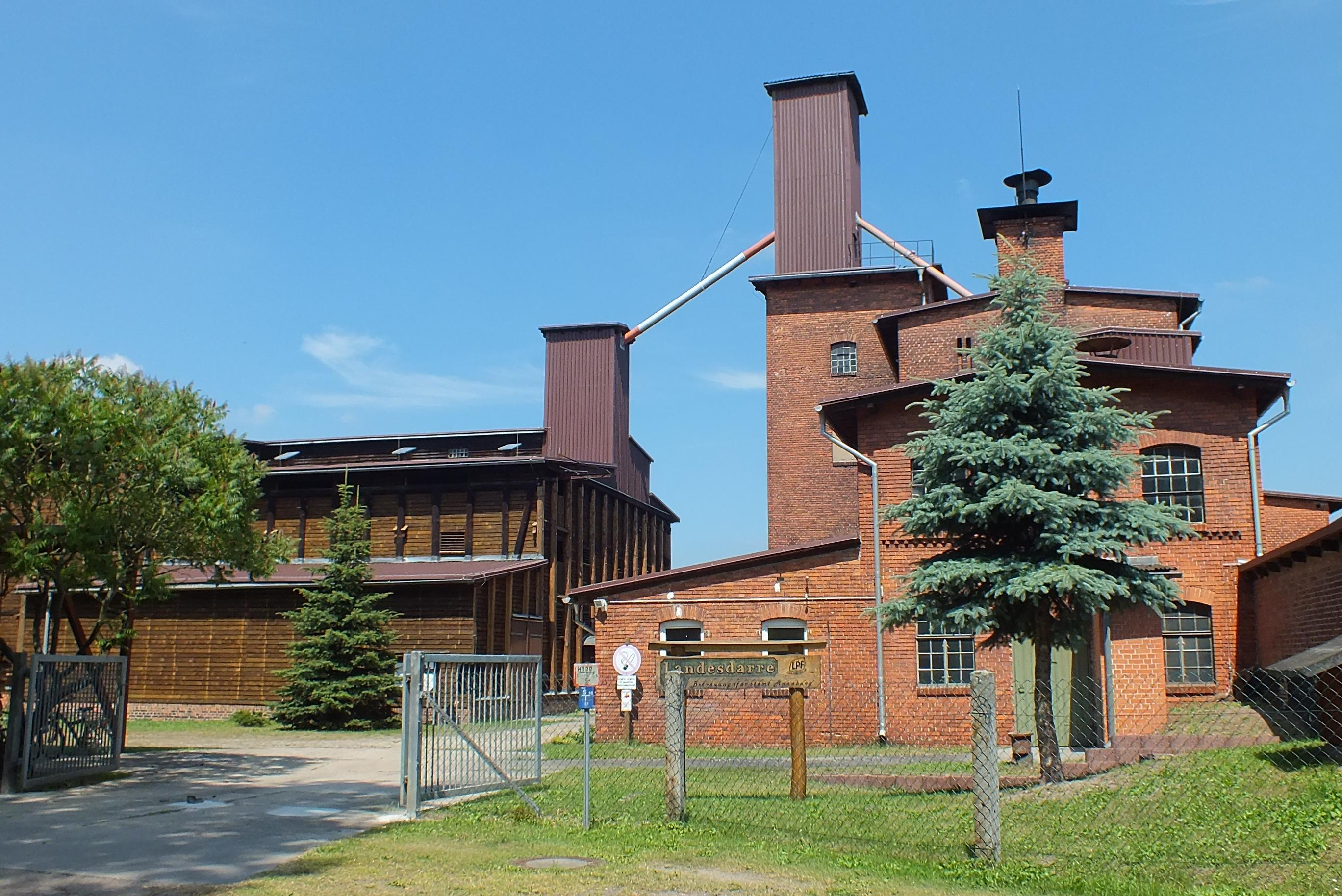
Annaburg
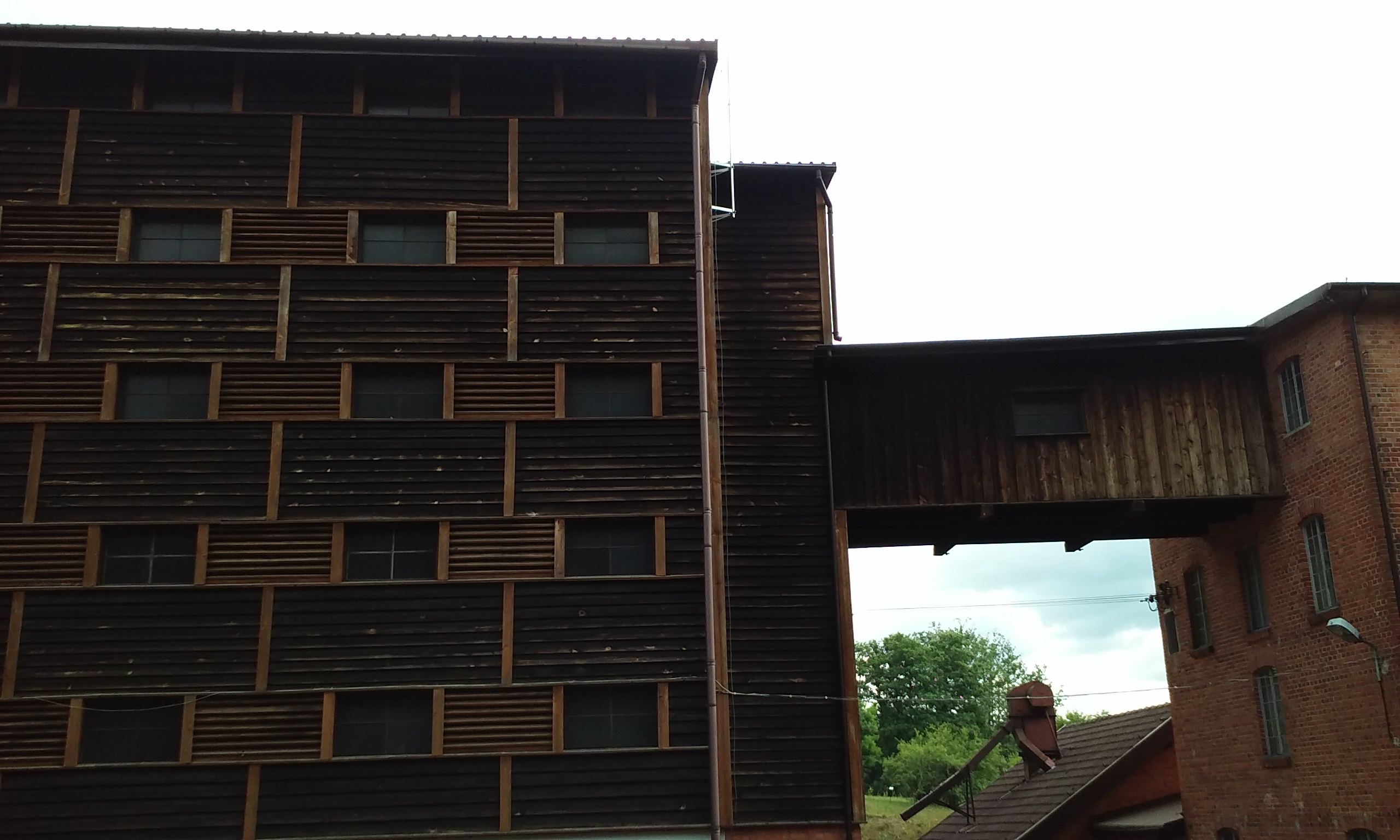
Rudczanny
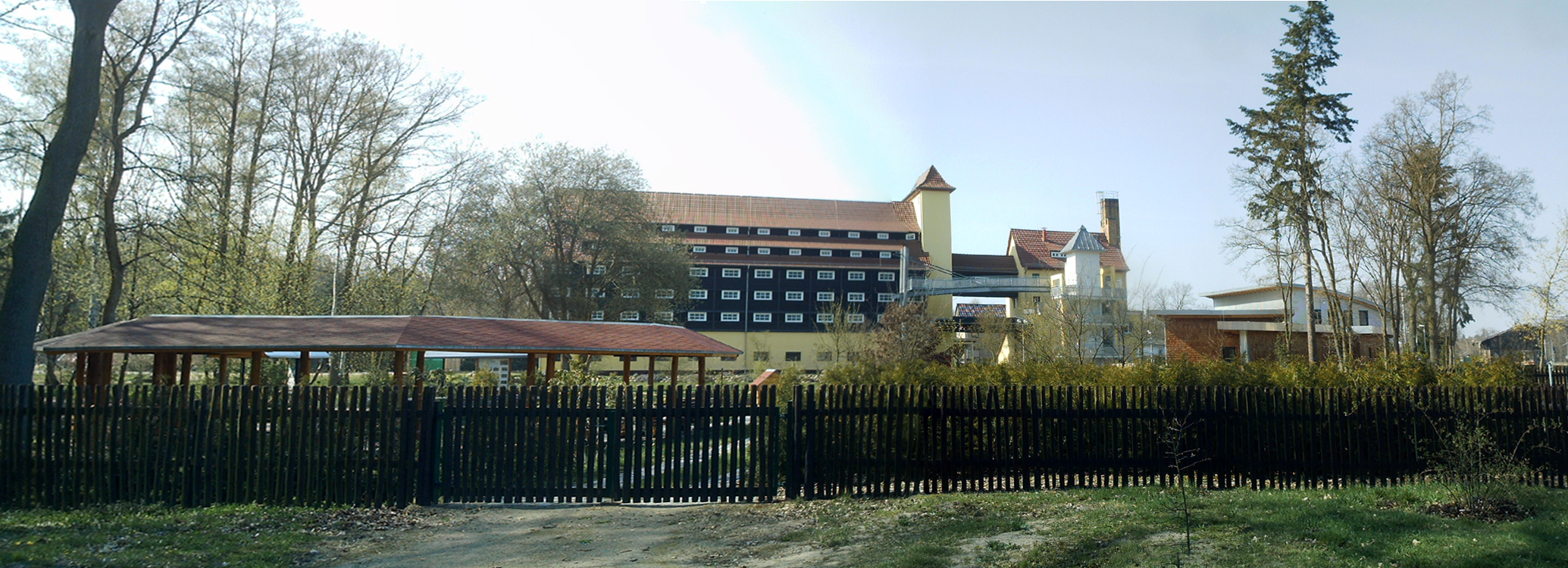
Jatznick

### Schriften
- Vervollkommnungen in der Gewinnung von Nadelholzsamen. Julius Springer, Berlin 1926. (als Nachdruck: Springer, Heidelberg 2013, ISBN 9783662326046.)

## Auszeichnungen
- 1904: preußischer Roter Adlerorden 4. Klasse[7]
- 1908: preußischer Kronen-Orden 3. Klasse[8]
- 1915: Eisernes Kreuz 2. Klasse[9]
- 1917: Geheimer Regierungs- und Baurat